# WiiWare

Logo Wii

WiiWare to usługa dostępna dla użytkowników Wii w ramach Wii Shop Channel pozwalająca na kupowanie gier i aplikacji za tzw. punkty Wii. WiiWare jest platformą przeznaczoną głównie dla mniejszych deweloperów, którzy nie dysponują tak dużymi środkami finansowymi jak potentaci rynku. Podstawową zaletą usługi jest brak ryzyka związanego z kosztownym procesem produkcyjnym na rynek detaliczny. Zestaw potrzebny do produkcji gier na WiiWare kosztuje ok. 2000 dolarów amerykańskich, ale by zacząć tworzyć gry deweloper musi wcześniej uzyskać licencję od Nintendo. Usługa WiiWare rozpoczęła swoje działanie 25 marca 2008 r. w Japonii, 12 maja 2008 r. w Ameryce Północnej i 20 maja 2008 r. w Europie i Australii.
Gry WiiWare nie są dostępne do pobrania od 30 stycznia 2019 r. w związku z zamknięciem serwisu Wii Shop Channel.

## Gry
Na konferencji prasowej, która odbyła się 10 października 2007 r. w Japonii, Nintendo ujawniło tytuły pierwszych gier, które były przygotowywane na premierę usługi WiiWare, były to: My Pokémon Ranch, Dr. Mario & Germ Buster i Final Fantasy Crystal Chronicles: My Life as a King. Obecnie gry dostępne na WiiWare są w cenach pomiędzy 500 a 1500 Wii Points. Najpopularniejszą grą na terytoriach PAL w lutym 2009 roku było World of Goo.